# 大村加奈子
大村 加奈子（おおむら かなこ、1976年12月15日 - ）は、日本の元女子バレーボール選手、現指導者。

## 来歴
京都府京都市中京区出身。中学校1年生よりバレーボールを始める。京都府立北嵯峨高校では、春高バレーにおいて同高初のベスト4進出（3位）に貢献。京都の現役高校生初となる全日本ジュニアのメンバーに選出され、1994年アジアジュニア選手権準優勝を経験した。
1994年、ダイエーオレンジアタッカーズに入団。1997年全日本代表初選出。同年のバレーボール・ワールドグランプリで国際大会に初出場を果たす。319センチの最高到達点に加え、センター・レフトもこなせる身体能力の高さで2度の右ひざ手術を乗り越えて、2004年アテネオリンピックに出場した。2007年、2006-07プレミアリーグではセンターのレギュラーとして、久光製薬スプリングス5年ぶり2度目のＶリーグ優勝に貢献。同シーズンの日韓トップマッチ、第56回黒鷲旗大会で3冠を達成した。同年、2004年以来となる全日本代表に選ばれ、ワールドカップに出場した。
2008年4月、Vリーグ出場試合が230試合となり、2007年にリーグ40回大会を記念し創設された『Vリーグ特別表彰制度』の表彰基準を達成したため、長期活躍選手として特別表彰された。同年5月の北京五輪世界最終予選ではワンポイントブロッカーながら、大事な場面での活躍が光り、2大会連続の五輪出場権獲得に貢献した。同年8月、北京オリンピックに出場した。
2009年9月、京都府教育委員会の教員採用試験を受験し、特別選考枠で採用が内定した。2010年4月より母校の北嵯峨高校に赴任するとともに、京都府バレーボール協会直轄のクラブチーム「京都雅レディース」（京都雅マイトリーズ）にも所属した。
2010年3月21日に福井県営体育館で行われた、レギュラーラウンド最終戦岡山シーガルズ第4回戦がラストゲームとなり、大村は途中出場しスパイク1得点を決めた。この試合は、久光製薬スプリングスがセットカウント3-0で勝利した。インタビューでは、キャプテン先野久美子は感極まって涙を流した。試合後、選手・スタッフ・親族から花束が贈呈され、自身の背番号8に因み8回の胴上げが行われた。
2020年、第73回全日本バレーボール高等学校選手権大会（春高バレー）京都府予選では、北嵯峨高校の監督として、21年連続優勝の京都橘高校を破り、23年ぶりの春高バレー出場に導いた。本戦では、1回戦の岩美に勝利し、2回戦の共栄学園に敗れた。

## 人物
- ニックネームはカナ。2003年に全日本に招集された時は、同じニックネームを持つ大山加奈がいたためにカナコであった。

## 所属チーム
- 滋野中
- 京都府立北嵯峨高等学校
- ダイエー（オレンジアタッカーズ）（1995-2000年）
- 久光製薬スプリングス（2000-2010年）
- 京都雅マイトリーズ（2010-?年）

## 球歴
- 全日本代表 - 1997-1998年、2000-2004年、2007-2008年
- 全日本代表としての主な国際大会出場歴
  - オリンピック - 2004年、2008年
  - ワールドカップ - 2003年、2007年

## 受賞歴
- 2002年 - 第51回黒鷲旗全日本バレーボール選手権大会 ベスト6賞
- 2005年 - 第54回黒鷲旗全日本バレーボール選手権大会 ベスト6賞
- 2008年 - 2007-08プレミアリーグ Vリーグ栄誉賞